# Stephen Longstreet
Pour les articles homonymes, voir Longstreet.
Stephen Longstreet, né le 18 avril 1907 à New York et mort le 20 février 2002 à Century City, quartier de Los Angeles, est un scénariste et un écrivain américain.

## Biographie
Né Chauncey Weiner, il adopte le pseudonyme de Stephen Longstreet pour amorcer une carrière d'écrivain et de scénariste à Hollywood. Sous ce nom et sous les pseudonymes de Paul Haggard, Thomas Burton, David Ormsbee et Henri Weiner, il a également publié des nouvelles, des romans, des ouvrages historiques et des études sur le jazz et sur les tableaux de grands maîtres de la peinture.

## Œuvre

### Filmographie
- 1935 : Ville sans loi de Howard Hawks (non crédité)
- 1942 : Les Folles Héritières de Irving Rapper
- 1943 : He Can't Make It Stick de John Hubley et Paul Sommer
- 1943 : The Last Will and Testament of Tom Smith de Harold S. Bucquet
- 1944 : L'Imposteur de Julien Duvivier
- 1944 : The Fighting Generation, documentaire
- 1945 : L'Oncle Harry (The Strange Affair of Uncle Harry) de Robert Siodmak
- 1946 : Le Roman d'Al Jolson de Alfred E. Green
- 1947 : Stallion Road de James V. Kern
- 1948 : La Rivière d'argent de Raoul Walsh
- 1951 : The Last Half Hour: The Mayerling Story de Richard Oswald
- 1956 : The First Traveling Saleslady de Arthur Lubin
- 1957 : Untamed Youth de Howard W. Koch
- 1957 : The Helen Morgan Story de Michael Curtiz
- 1958 : Outcasts of the City de Boris Petroff (en)
- 1962 : Wild Harvest de Jerry A. Baerwitz
- 1962 : Rider on a Dead Horse de Herbert L. Strock
- 1964 : Panic Buttonde George Sherman et Giuliano Carnimeo
- 1964 : The Secret Door de Gilbert Kay

### Romans

#### Signés Stephen Longstreet
- Decade, 1929-1939 (1940)
- The Golden Touch (1941)
- Two Beds for Roxane (1942)
- The Gay Sisters (1943)
- The Land I Lived (1943)
- Nine Lives with Grandfather (1944)
- Stallion Road (1945)
- The Sisters Liked Them Handsome (1946)
- Three Days (1947)
- The Crystal Girl (1948)
- The Beach House (1952)
- The Lion at Morning (1954) Publié en français sous le titre Le Lion au matin, Paris, Del Duca, 1958
- The Promoters (1957)
- The Burning Man (1958)
- Man of Montmartre: a novel based on the life of Maurice Utrillo (1958), en collaboration avec Ethel Longstreet
- The Politician (1959)
- The Crime (1959)
- Artists' Quarter (1960)
- Geisha (1960)
- Wild Harvest (1960)
- Gettysburg (1961)
- Living High (1962) Publié en français sous le titre Le Grand Plongeon, Paris, Gallimard, Série noire no 813, 1963
- The Flesh Peddlers (1962)
- The Nylon Island (1964)
- The Golden Runaways (1964)
- Remember William Kite? (1966)
- Masts to Spear the Stars (1967)
- The Young Men of Paris (1967)
- Senator Silverthorn (1968)
- She Walks in Beauty (1970), roman d'enfance et de jeunesse
- The General (1974)
- Stribling (1974)
- The Divorce (1974)
- The Kingston Fortune (1975)
- God and Sarah Pedlock (1976)
- The Bank (1976)
- Strike the Bell Boldly (1977)
- The Kingston Fortune (1977)
- Straw Boss (1978)
- Ambassador (1978)
- The Dream Seekers (1979)
- Storm Watch (1979)
- The Pembroke Colours (1981)
- Wheel of Fortune (1981)
- All or Nothing (1983)
- Delilah's Fortune (1985)
- Our Father's House (1985)
- Sons and Daughters (1987)
- Children of Fortune (1988)

#### SérieThe Pedlocks
- The Pedlocks, a family (1951)
- Pedlock & Sons (1966)
- Pedlock Saint, Pedlock Sinner (1969)
- The Pedlock Inheritance (1972)
- Pedlock at Law (1976)
- The Pedlocks in Love (1978)
- The Pedlocks (1981)

#### Trilogie de romans historiques
- A Few Painted Feathers (1963)
- War in the Golden Weather (1965)
- Eagles Where I Walk (1966)

#### Signés Paul Haggard
- Dead Is the Door-Nail (1937)
- The Nudist Case Murder (1937)
- Murder Most Foul (1937)
- Death Talks Shop (1938)
- Death Walks on Cat Feet (1938)
- Poison from a Wealthy Widow (1938)

#### Signés Thomas Burton
- And So Dedicated: an American novel (1940)
- Bloodbird (1941)

#### Signés David Ormsbee
- Sound of an American (1942)
- Chico goes to the Wars: a chronicle 1933-1943 (1943)

#### Signés Henri Weiner
- Crime on the Cuff (1936)
- The Case of the Severed Skull (1939)

### Nouvelles

#### Signée Paul Haggard
- She Sent a Tiger (1940)

### Théâtre
- High Button Shoes: a period comedy on two acts (1949)

### Ouvrages historiques
- War Cries on Horseback: The Story of Indian Wars of the Great Plains (1940)
- A Century on Wheels. The Story of Studebaker: a history, 1952-1952 (1952)
- The Real Jazz, old and New (1956) Publié en français sous le titre Encyclopédie du jazz, Paris, Somogy, 1958
- The Boy in the Model-T: a journey in the just gone past (1956)
- Sportin' House: a history of the New Orleans sinners and the birth of jazz (1965)
- The Wilder Shore: a gala history of San Francisco (1969)
- The Canvas Falcons: the story of the men and the planes of World War I (1970)
- Yoshiwara: city of the senses ou Yoshiwara: the Pleasure quarters of old Tokyo (1970), en collaboration avec Ethel Longstreet
- We All Went to Paris: Americans in the City of Light, 1776-1971 (1972)
- Chicago, an intimate portrait of people, pleasures and power: 1860-1919 (1973)
- City on Two Rivers: profile of New York yesterday and today (1975)
- All Star Cast: an anecdotal history of Los Angeles (1977)
- Win or Lose: a social history of gambling in America (1977)
- The Queen Bees: the women who shaped America (1979)
- Storyville to Harlem: fifty years in the jazz scene (1986)
- Jazz from A to Z (1989)
- Magic Trumpets: the story of jazz for young people (1989)
- Jazz Solos: Poems and Images (1991)
- Lower Than Angels: a memoir of War and Peace (1993)

### Autres publications
- Last Man Around the World (1941)
- The Last Man Comes Home: american travel journals, 1941-1942 (1942)
- Never Look Back: the autobiography of a jockey (1958)
- A Treasury of the World's Great Prints (1961)
- The Drawings of Raphael (1962)
- The Drawings of Poussin (1963)
- The Drawings of Rembrandt (1963)
- The Drawings of Vincent Van Gogh (1963)
- The Figure in Art (1963)
- The Drawings of Dürer (1964)
- The Drawings of Peter Paul Rubens (1964)
- The Drawings of Ingres (1964)
- The Drawings of Cézanne (1964)
- The Drawings of Degas (1964)
- The Drawings of Daumier (1964)
- The Drawings of Menzel (1964)
- The Drawings of Dali (1964)
- The Portrait in Art (1965)
- The Drawings of Renoir (1965)
- The Drawings of Rodin (1965)
- The Drawings of Gauguin (1965)
- The Animal in Art (1966)
- The Child in Art (1966)
- The Tree in Art (1966)
- The House in Art (1966)
- The Horse in Art (1966)
- The Drawings of Toulouse-Lautrec (1966)
- The Drawings of Watteau (1966)
- The Drawings of La Lyre (1966)
- The Drawings of Tintoretto (1967)
- The Drawings of Kaethe Kollwitz (1967)
- The Drawings of Augustus John (1967)
- Daumier's Human Comedy (1967)
- A Salute to American Cooking (1968)
- The Dance in Art (1968)
- The Drawings of Goya on Prado Museum (1969)
- The Drawings of Fuseli (1969)
- The Drawings of Kokusai (1969)
- The Drawings of Winslow Homer (1970)
- The Drawings of Modigliani (1972)
- The Drawings of Matisse (1973)
- More Drawings of Delacroix (1973)
- Self-Portraits of Great Artists (1973)
- The Joy of Jewish Cooking (1974), en collaboration avec Ethel Longstreet
- More Drawings of Rembrandt (1974)
- The Drawings of Picasso (1974)
- The Drawings of Jossi Stern (1974)
- Life on the Fast Lane (1981)
- Our Times in Line (1981)
- The Computer Age (1983)
- Slings and Arrows (1984)
- The Drawings of Pontormo (1986)

## Sources
- Claude Mesplède et Jean-Jacques Schleret, SN Voyage au bout de la noire, Futuropolis, 1982
- Claude Mesplède, Les Années Série noire vol.2 (1959-1966) Encrage « Travaux » no 17, 1993